# Hřivice (hradiště)
Hřivice jsou hradiště na vrchu Okrouhlík (444 m) nad obcí Hřivice, asi 9 km jihozápadně od Loun. Bylo vybudováno ve střední nebo mladší době bronzové. Na hradišti dosud neproběhl systematický archeologický výzkum.

## Poloha, podoba a datace
Hradiště je umístěno na konci ostrožny. Rozkládá se na ploše přibližně 0,5 ha. Ostrožna je přepažena příkopem a valem s kamennou plentou. V roce 1951 dosahoval val na některých místech výšky přes dva metry.
První informace o hradišti publikoval jeden ze zakladatelů české archeologie Josef Ladislav Píč. Protože na hradišti nebyl proveden systematický archeologický průzkum, opíraly se pokusy o jeho dataci pouze o náhodné sběry. Nejčastěji se uvažovalo o jeho vzniku v některé z fází doby hradištní, i s ohledem na nálezy slovanské keramiky na katastru obce Hřivice. Keramické střepy získané povrchovým sběrem v roce 1991 umožnily datovat existenci do období pravěku a zejména do starší doby hradištní. Mladší doba hradištní byla zastoupena pouze dvěma střepy jedné nádoby. V roce 2012 došlo prostřednictvím detektoru kovů k objevu, který umožnil alespoň rámcově stanovit vznik hradiště. Ve spodní části kamenného valu byl nalezen depot bronzových předmětů o váze sedmnáct kilogramů. Obsahoval sekery, srpy, čepele mečů, zlomky šperků, hrot oštěpu a bronzové slitky. Nález, pocházející ze střední nebo mladší doby bronzové, je uložený v Národním muzeu. V pozdější době bylo hradiště zřejmě využíváno Slovany, kteří často adaptovali starší výšinné fortifikace.

## Galerie

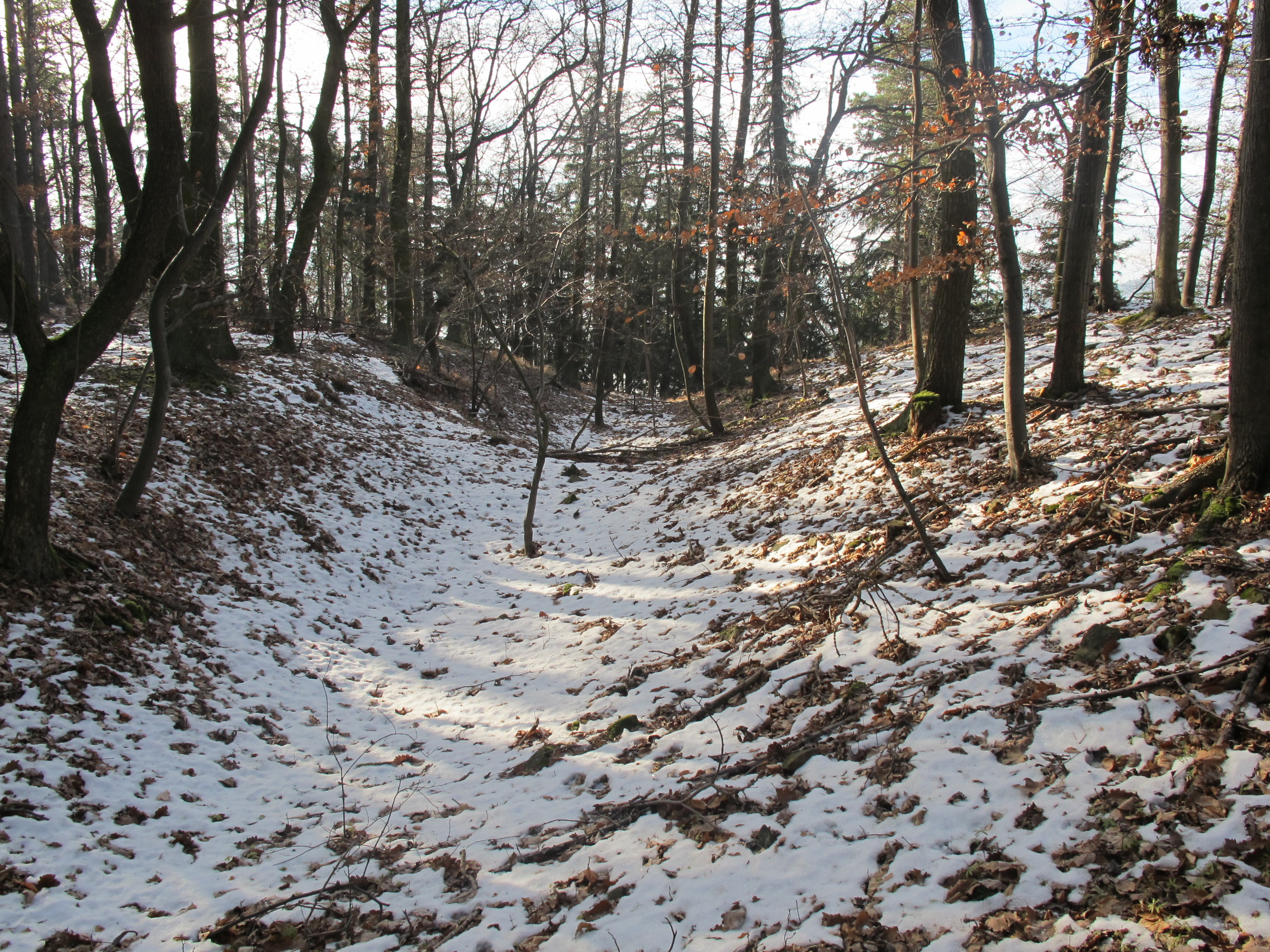
Příkop na hradišti
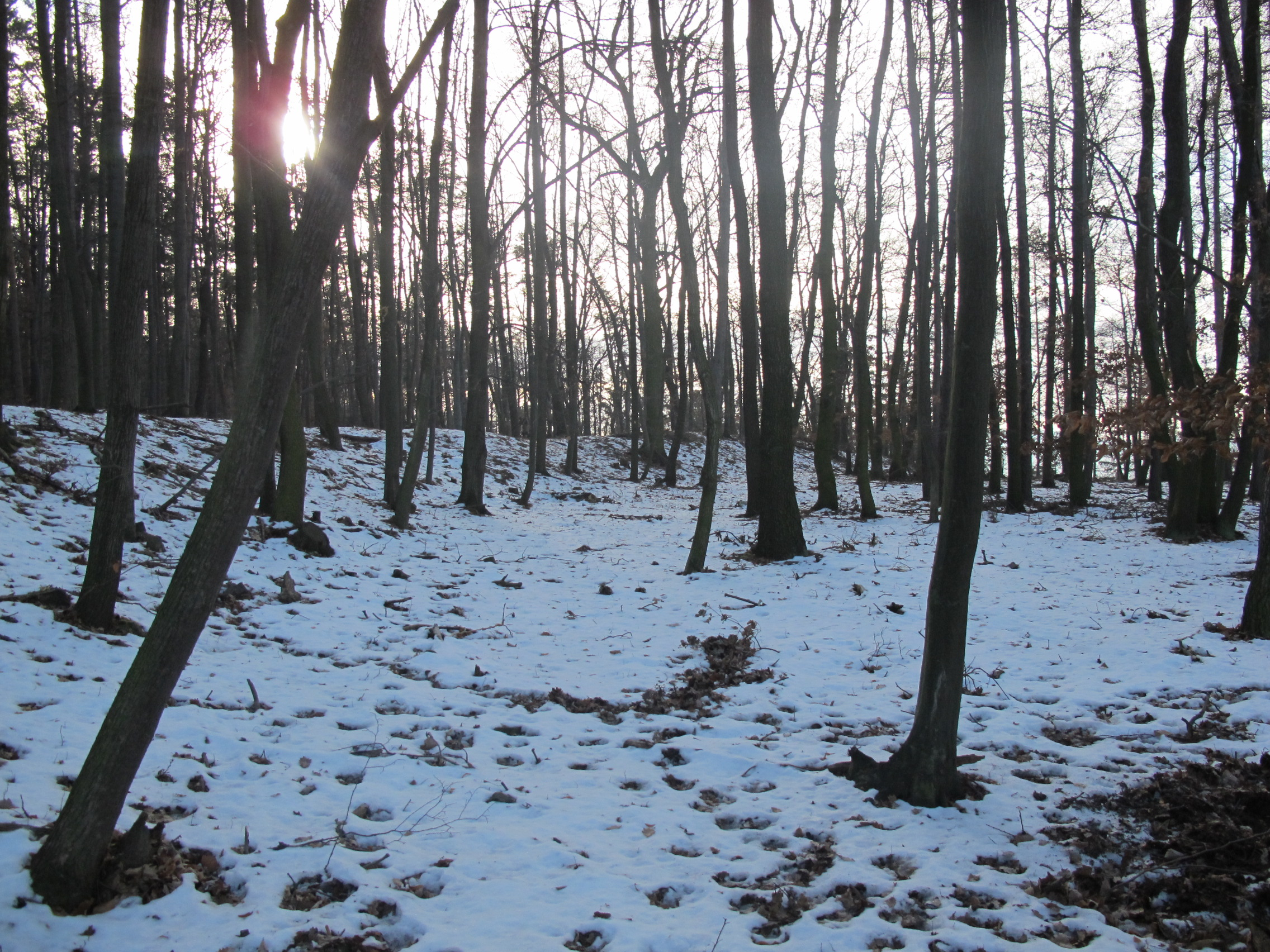
Vnější valy
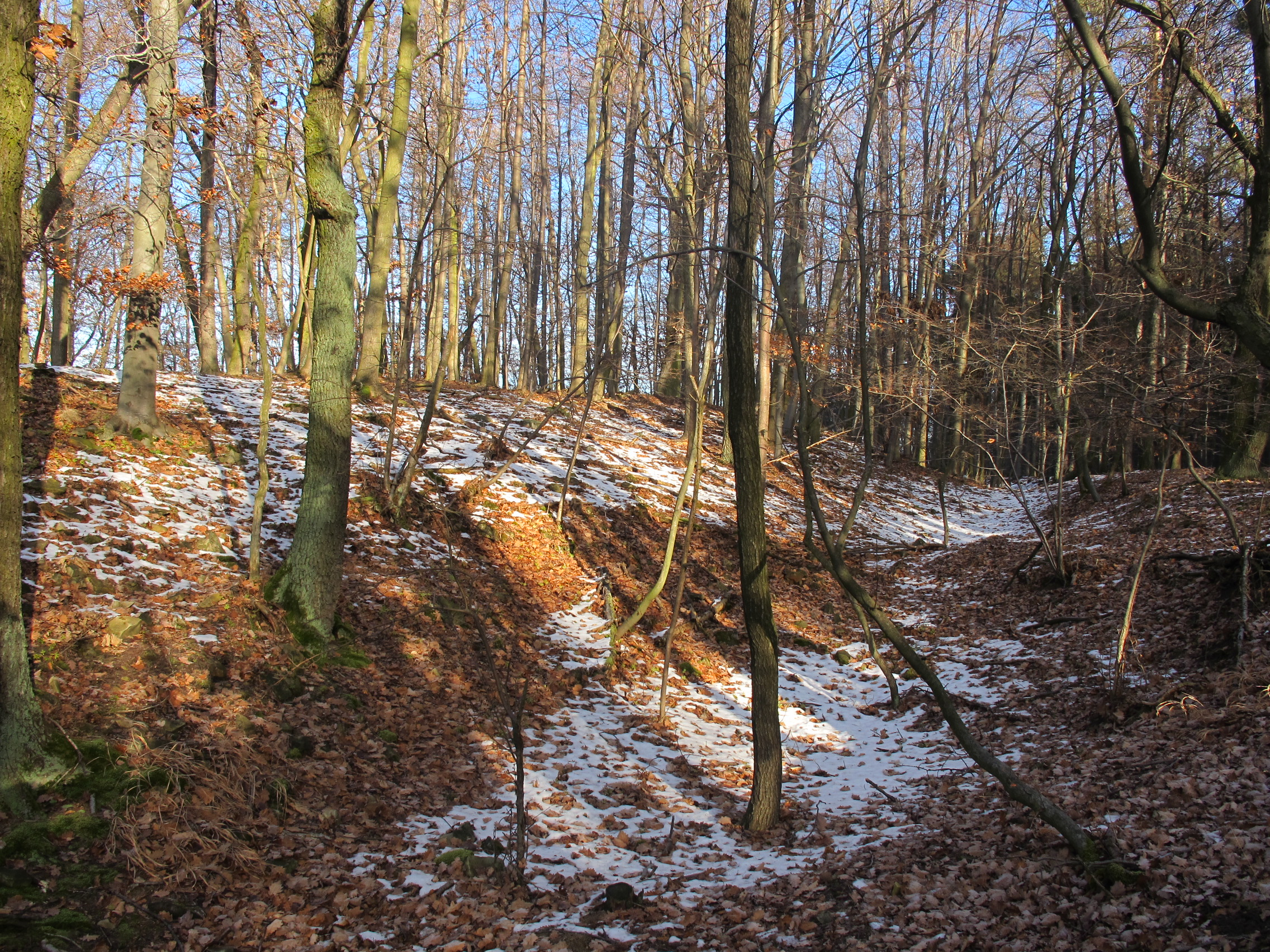
Valy s příkopem